# Nhô Belarmino & Nhá Gabriela
Nhô Belarmino & Nhá Gabriela foi a dupla sertaneja mais famosa de Curitiba, Paraná. É o nome artístico da dupla formada por Salvador Graciano (Rio Branco do Sul, 04 de novembro de 1920 - Curitiba, 20 de junho de 1984) e de sua esposa Júlia Alves Graciano (Porto de Cima, Morretes, 28 de julho de 1923 - Curitiba, 28 de março de 1996). 
O casal se conheceu na Rádio Clube Paranaense em 1937 e se casaram em 1939. O primeiro disco da dupla foi gravado em 1959 com as músicas "Mocinhas da cidade" e" Paranaguá", ambas compostas por Nhô Belarmino .
Entre suas inúmeras composições musicais, podemos destacar: "Mocinhas da Cidade" (Nhô Belarmino), "Mocinhas do Sertão" (Nhô Belarmino), "Paranaguá" (Nhô Belarmino), "Passarinho Prisioneiro" (Luiz Vieira Filho - Nhô Belarmino), "Recordando o Sul" (Siqueira - Nhô Belarmino) e "O Lenhador" (Moacyr Ângelo Lorusso - Nhô Belarmino). 
Em homenagem à dupla, a Cidade de Curitiba criou a fonte Mocinhas da Cidade, localizada no centro de Curitiba e cujo nome é uma homenagem à composição de mesmo nome. Esta canção foi gravada pela primeira vez nos anos de 1950 e foi o maior sucesso da dupla .
Em 2007 foi lançado o documentário Belarmino & Gabriela, de Geraldo Pioli e que aborda a obra e a vida  de Salvador Graciano e Julia Alves Graciano .
Em 2014 estreou a comédia musical As Mocinhas da Cidade, com texto e direção de João Luiz Fiani. O humor, a música e a história dos artistas fazem parte do espetáculo que resgata a história da dupla, intercalando com 13 músicas cantadas ao vivo pelo elenco. A viola e acordeão são executados ao vivo por Beatriz Soczeck e Marcyo Luz, que assina a direção musical e a preparação do elenco.  “Não há um único ator ou atriz interpretando a dupla, todos nós somos durante a peça um pouco Belarmino e um pouco Gabriela”, afirma Marcyo Luz. Durante os ensaios, Ivan Graciano, filho de “Belarmino e Gabriela” e músico profissional, também esteve presente dando sua contribuição musical e revelando causos e histórias da vida dos dois artistas.